# بورتون هيل
بورتون هيل هو مهندس مدني ومهندس وسياسي كندي، ولد في 21 يونيو 1883 في كندا، وتوفي في 7 يناير 1963. حزبياً، نشط في الحزب الليبرالي الكندي. وقد انتخب عضو مجلس العموم الكندي.